# Flashpoint (televisieserie)
Flashpoint is een Canadese politieserie die in 2008 op CTV Television Network in première ging. De serie liep zes seizoenen.

## Verhaal
De serie gaat over de Strategic Response Unit, een speciale eenheid van de politie in de Canadese stad Toronto. Deze eenheid heeft de taak extreme situaties, die de reguliere politie zelf niet meer aan kan, op te lossen. Voorbeelden hiervan zijn gijzelingen, bomdreigingen en zwaarbewapende criminelen. Bij deze misdaden gaat het niet om "gewone" misdadigers, maar om normale mensen die door extreme gebeurtenissen tot hun daad komen.

## Personages
| Acteur/Actrice   | Rolnaam                | Bijnaam    | Seizoenen  |
| ---------------- | ---------------------- | ---------- | ---------- |
| Enrico Colantoni | Gregory Parker         | Greg       | S1 - S5    |
| Hugh Dillon      | Ed Lane                | Eddie      | S1 - S5    |
| Amy Jo Johnson   | Julianna Callaghan     | Jules      | S1 - S5    |
| David Paetkau    | Sam Braddock           | Sam-Tastic | S1 - S5    |
| Sergio Di Zio    | Michelangelo Scarlatti | Spike      | S1 - S5    |
| Clé Bennet       | Rafik Rousseau         | Raf        | S4 - S5    |
| Michael Cram     | Kevin Wordsworth       | Wordy      | S1 - S4    |
| Mark Taylor      | Lewis Young            | Lou        | S1 - S2E10 |
| Jessica Steen    | Donna Sabine           | Donna      | S2 - S5    |
| Olunike Adeliyi  | Leah Kerns             | Leah       | S3E2 - S5  |